# Goldankauf
Goldankauf ist der Ankauf von Gold (Barren oder Münzen) und goldhaltigen Gegenständen (Goldschmuck, Altgold, Zahngold, Bruchgold, Goldreste usw.). Der Ankaufswert orientiert sich ausschließlich am Feingoldgehalt. Viele Goldankäufer kaufen auch andere Edelmetalle (Platin, Silber, Palladium usw.) und Uhren an.

## Ablauf des Goldankaufs

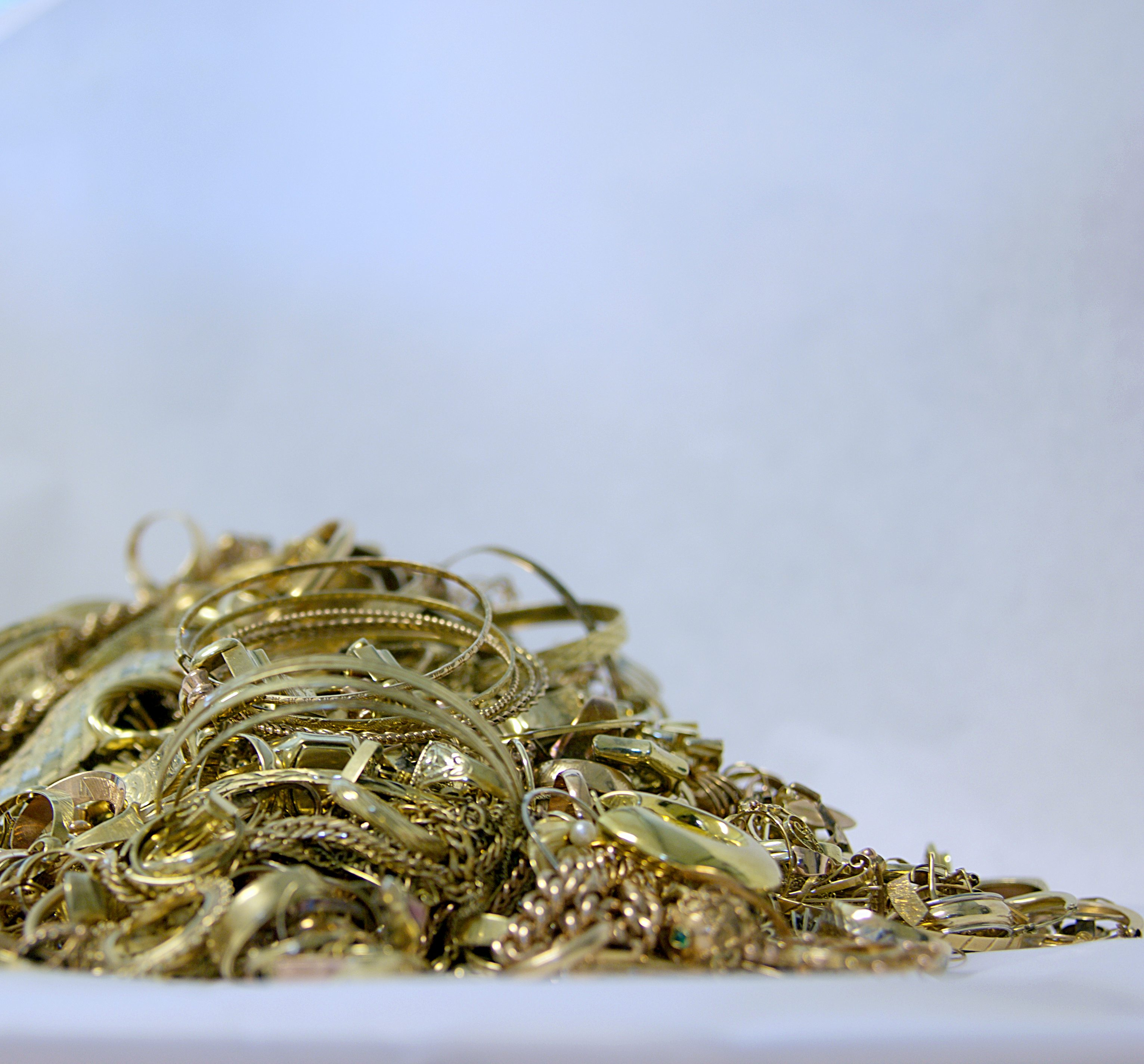
Altgold zum Schmelzen aus dem Goldankauf

Der Verkäufer bringt oder schickt goldhaltige Gegenstände zum Goldankauf. Die Mitarbeiter des Goldankaufs analysieren den Feingoldgehalt und ermitteln einen Ankaufswert. Seriöse und erfahrene Händler berücksichtigen bei der Preisermittlung auch weiterverkäufliche Edelsteine oder einen möglichen historischen Wert und tätigen alle Prüfschritte vor den Augen des Kunden. Ist der Verkäufer damit einverstanden, wird das Geld ausgezahlt. Der Goldankäufer verkauft die goldhaltigen Gegenstände meist weiter an Edelmetall-Scheideanstalten. Dort werden Feingold und die übrigen Bestandteile getrennt. Das Feingold kann in Industrie und Handwerk wieder verwendet werden.

### Ermittlung des Feingoldgehalts
Für die Wertermittlung eines goldhaltigen Gegenstandes ist ausschließlich der Feingoldgehalt (= Karat) von Bedeutung. Nach dem Erhalt analysiert der Goldankäufer Echtheit und Feingoldgehalt.
1. Echtheitsbestimmung und Analyse per Augenschein (Feingehaltstempel) Röntgenfluoreszenzanalyse oder Strichprobe
2. Berechnung des vermutlichen Feingoldgehalts (die tatsächliche Feingoldmenge liegt erst nach der Edelmetall-Scheidung vor.)

#### Feingehaltsbestimmung mittels Strichprobe
Hierbei prüft der Händler das Schmuckstück, indem er erst einen Abrieb des Schmuckstückes auf einen Prüfstein aufbringt, den er dann mittels Säuren auf den Feingehalt testet. Ein positives Ergebnis äußert sich, indem sich der Abrieb unter der Säure nicht oder nur gering verändert. Ein Auflösen des Abriebs bedeutet einen niedrigeren Feingehalt oder dass das Stück aus einem unedlen Metall besteht. Bei dieser Methode beschränkt sich die Testgenauigkeit auf die Feingehalte 333 ‰ / 585 ‰ / 750 ‰ und 900 ‰. Genaues Arbeiten ist jedoch erforderlich. Ungenauigkeiten im Prüfvorgang resultieren vor allem bei Schmuckstücken unter 585 und über 750 zu Fehlergebnissen. Prüfsäuren müssen in regelmäßigen Abständen gewechselt werden, denn veraltete, „ausgerauchte“ Säuren können zu für den Kunden nachteilige Ergebnisse führen. Die Strichprobe verursacht eine Oberflächenverletzung und zählt daher nicht zu den zerstörungsfreien Methoden. Jede Art von Anlagegold, wie Münzen oder Barren sollte ein Experte zerstörungsfrei zu prüfen in der Lage sein, da Münzen oder Barren durch die entstehenden Kratzer nicht mehr wiederverkäuflich und so zu niedrigeren Preisen rückgekauft werden.

#### Feingehaltsbestimmung mittels Röntgenfluoreszenzanalyse (RFA)
Der Vorteil der Röntgenfluoreszenzanalyse (RFA) gegenüber Augenscheinprüfung und Strichprobe besteht darin, dass der Feingoldgehalt goldhaltiger Gegenstände zerstörungsfrei überprüft werden kann.
Das Erkennen von Edelmetallfälschungen beschränkt sich allerdings auf eine sehr dünne obere Schicht. So werden beispielsweise Münzen aus Prägestätten mit hohem Fertigungsstandard mit einem höheren Feingehalt angezeigt, als sie tatsächlich haben und von den Münzprägestätten angegeben sind.

(Beispiel: Österreichische 10-Schilling-Silbermünze, Feingehalt 640, wird mit einem Feingehalt von über 900 gemessen.) Die Ursache darin besteht in einem Verfahren einer thermisch-chemischen Oberflächenvergütung (Sulfidisierung) zur Eindämmung von Oberflächen-Oxidationen bei den Münzen.
Nachteile des RFA sind:
1. Eindringtiefe der Röntgenstrahlung in das zu prüfende Material ist abhängig von der Dichte, bei Edelmetallen sehr gering.
2. Bei Oberflächenauflagen (z. B. Vergoldung) mit hoher Schichtdicke ist ein falsches Messergebnis nur mit viel Erfahrung erkennbar
3. Die Messungenauigkeit beträgt bei Gold unter besten Bedingungen ±0,5–1,5 %  (Vergleich: bei Dokimasie oder Feuerprobe nur 0,05–0,1 % Abweichung).
4. Hohe Anschaffungskosten.

Vorteile des RFA:
1. Rasches, wirtschaftliches Ergebnis.
2. Ergebnis umfasst mehr als ein Metall.
3. Mobile Anwendung möglich.

#### Zerstörungsfreie Feingehaltsbestimmung und Echtheitsprüfung von Münzen und Barren

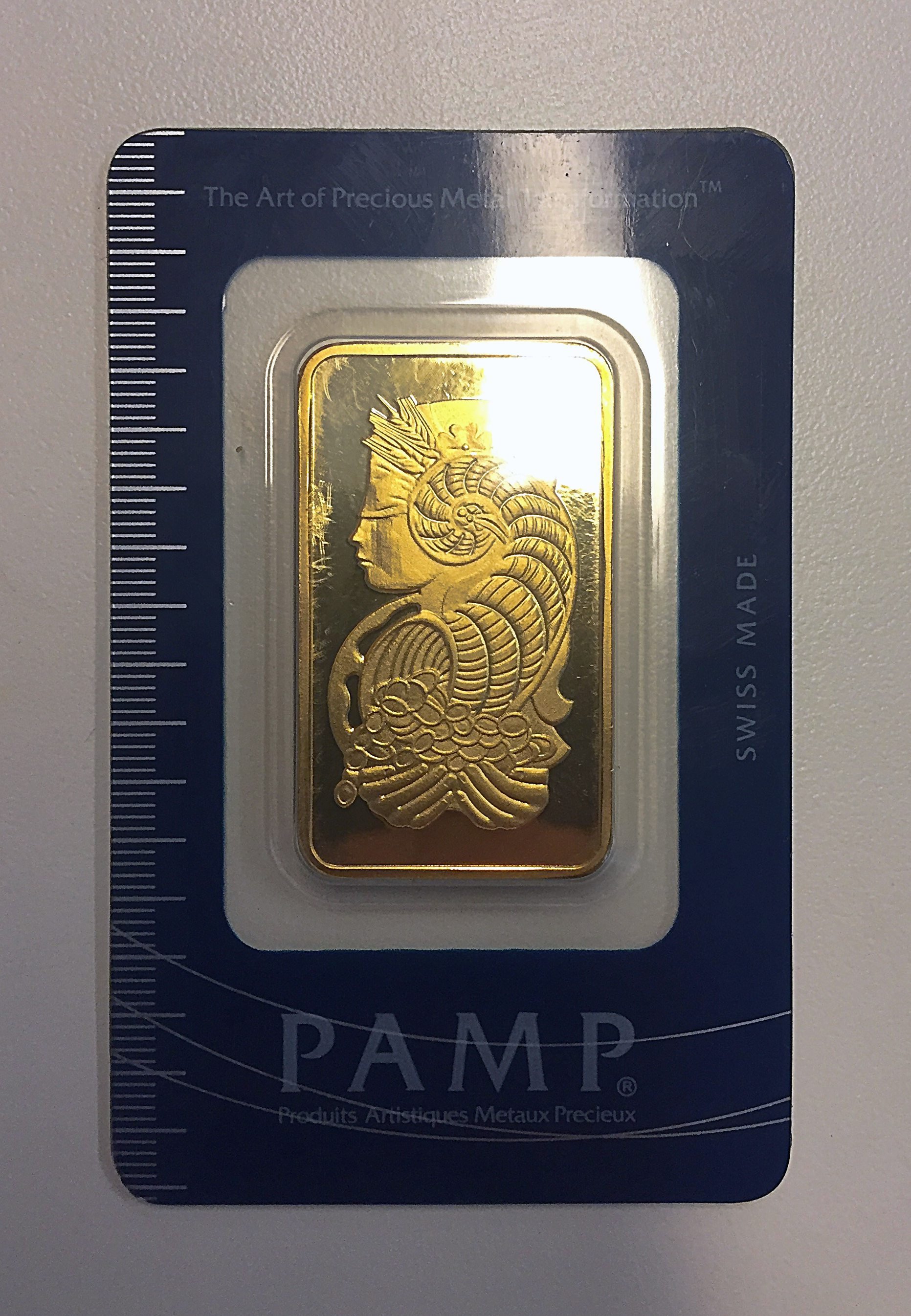
Aufsicht einer chinesischen Fälschung eines 1 Unzen Goldbarrens des Schweizer Herstellers PAMP in täuschend echter Blisterpackung. Der falsche Barren hat dieselben Maße und eine täuschend echte Verpackung, wie das Original.

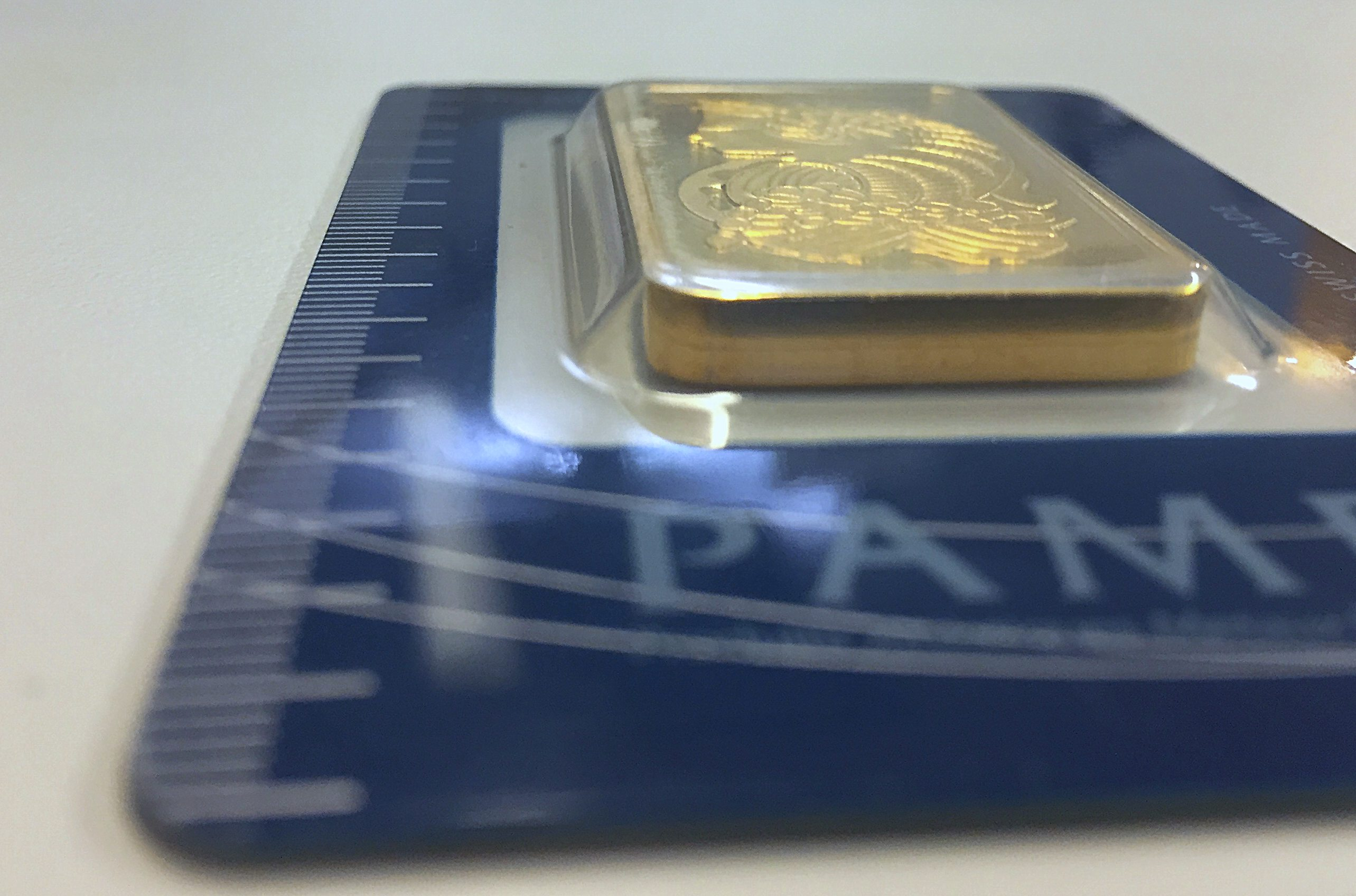
Seitenansicht einer chinesischen Fälschung eines 1 Unzen Goldbarrens des Schweizer Herstellers PAMP in täuschend echter Blisterpackung. Der falsche Barren ist aber doppelt so hoch wie das Original.

Münzen und Barren werden, anders als Schmuck, mit sehr geringen Aufschlägen, dem sogenannten „Premium“ für Präge- und Formkosten sehr nahe am reinen Edelmetallpreis gehandelt.
Anders als der Schmuck werden diese Edelmetallprodukte, sofern diese unbeschädigt (bankhandelsfähig) sind, nicht geschmolzen, sondern wieder weiterverkauft. Aus diesem Grund erhält man bei diesen Produkten auch einen höheren Verkaufspreis als bei Altgold. Hierbei ist es jedoch wichtig, die Echtheit der Stücke zerstörungs- und verletzungsfrei zu überprüfen.
Hierbei haben sich in den letzten Jahren folgende Methoden bewährt:
1. Dichtemessung (Archimedisches Prinzip): basiert auf dem unterschiedlichen Volumen gegenüber dem Gewicht
2. Magnetwaage: basiert auf dem Magnetismus von Metallen oder Legierungen. Eine Magnetwaage verfügt über eine sehr hohe Prüfmagnetfeldstärke und damit über eine hohe Durchdringungs-  und Detektionsfähigkeit gegenüber paramagnetischen oder ferromagnetischen Einschlüssen in Edelmetallen. Feingold und Feinsilber sind von Natur aus diamagnetisch, d. h. sie werden aus einem Magnetfeld herausgedrängt. Typische paramagnetische Fälschungsmaterialen wie Wolfram, Molybdän, Tantal, Hafnium, Iridium, Rhenium dagegen werden in ein Magnetfeld hineingezogen und damit sofort als Fälschungsmaterial erkannt. Auch die neueren Münzfälschungen aus Wolfram-Kupfer oder Wolfram-Silber werden sofort mittels der Magnetwaage detektiert.
3. Ultraschallmessung: Ähnlich dem medizinischen Ultraschall durchläuft eine Schallwelle das Prüfstück. Die Schalllaufzeit wird dabei gemessen und Rückschlüsse auf die Legierung getroffen. Damit können die Schallgeschwindigkeit und die Dichte von handelsüblichen Barren und Münzen, die aus Gold, Silber, Platin, Palladium, Rhodium und anderen Platin-/Edelmetallen bzw. deren Legierungen bestehen, ermittelt werden. Inhomogenitäten im Material, wie beispielsweise eingegossene Wolframstangen, lassen sich so leicht detektieren.
4. Leitfähigkeitsmessung: Mittels einer Sonde und einem Quell-/Messgerät wird die Leitfähigkeit mittels induziertem Wirbelstrom gemessen. Hierbei erfolgt die Messung innerhalb weniger Sekunden und funktioniert auch durch Kunststoffverpackungen hindurch. Dies ist besonders bei den modernen Barren nützlich, weil die meisten Hersteller die Barren von 1 g bis 100 g in Blisterverpackungen, die mit Sicherheitsmerkmalen versehen sind, verpacken. Eine Öffnung würde einen Wertverlust darstellen. In den letzten Jahren wurden gefälschte Barren renommierter Hersteller in perfekt gefälschter Sicherheitsverpackung aus China in Umlauf gebracht.

### Gewichtsbestimmung

#### Gewichtsbestimmung per geeichter Präzisionswaage
Das Gewicht der Stücke bestimmt als zweiter Faktor den Preis. Die Bestimmung des Gewichts erfolgt bei jedem seriösen Händler mittels geeichter Präzisionswaage vor den Augen des Kunden und der Kunde kann sich von dem Wägeergebnis selbst am Waagendisplay oder per ebenfalls geeichter Zweitanzeige überzeugen. Es muss mit einer gültig geeichten Waage gewogen werden – kleine Taschenwaagen sind für den gewerblichen Handel unzureichend und gesetzlich nicht erlaubt.

#### Abzüge vom Gewicht
Zur Kaufpreis-Berechnung wird nur das Gewicht der Goldlegierung herangezogen. Wertlose Fremdmetalle wie Federn von Verschlüssen, Verschmutzungen oder Produktionsreste bei hohlem Schmuck werden in Form des sogenannten Schmelzverlustes abgezogen. Dies gilt auch für Steine ohne Wert, wenn diese nicht gleich vom Händler aus dem Schmuckstück entfernt werden. Diese Schmelzverluste stellen technisch unvermeidbare Gewichtsverluste in einer Höhe von bis zu 15 % dar, die beim Schmelzen von jeder Legierung auftreten, da jene Fremdanteile verbrennen, verdampfen oder in die Schlacke (Verbrennungsrückstand) übergehen.

### Berechnung des Wertes und Preisfindung bei Edelmetallen

#### Faktoren für den Wert
Der Wert des Altgoldes unterliegt folgenden Faktoren:
1. Feingehalt des Stückes (Karat)
2. Gewicht des Stückes abzüglich unedler Anteile (Steine, Fremdmetalle, Verschmutzungen)
3. Börsenpreis der Edelmetalle
4. Abschlag des Händlers auf den Börsenpreis (Handelsspanne)

Der Schmelzpreis bezeichnet den Börsenpreis des Altgolds abzüglich der Schmelzkosten, der Logistikkosten zur Einlieferung in die Scheideanstalt und der Marge des Händlers.

##### Feingehalt
Der Feingehalt gibt die Menge an Edelmetall in der Legierung in Teile von Tausend (Promille ‰) an.
So beinhalten 1000 g einer 18-Karat Legierung beispielsweise 750 g Feingold, das sind 75 % oder 750 ‰.
Gängige Feingehalte für Schmuck sind:
- Gold 916 (22 Karat)
- Gold 750 (18 Karat)
- Gold 585 (14 Karat)(richtig wäre 583,5, allgemein punziert jedoch ist 585)
- Gold 375 (9 Karat)
- Gold 333 (8 Karat)

Den Wert der jeweiligen Karatzahl errechnet ein Händler folgendermaßen:
Goldpreis in Gramm x (Feingehalt/1000) - Handelsspanne
Um Bruchgold in Feingold zu verwandeln, ist noch ein aufwändiger Weiterverarbeitungsprozesses erforderlich: Die Edelmetall-Scheidung. Daher sind Abschläge für die Weiterverarbeitung und das Recycling von 15–20 % auf den Börsenkurs möglich.

#### Faktoren für die Wertberechnung
Die Preisentstehung der Preise für Altgold gestaltet sich vollkommen anders als jene des Börsenpreises.
Während sich der Börsenpreis aus Angebot und Nachfrage für die einzelnen Händler weitgehend unbeeinflussbar bildet, werden die Preise für Altgold durch die Goldankäufer aufgrund eigener preispolitischer Motivationen und Interessen gebildet.
Es gibt für Altgold oder Münzen keine vorgeschriebenen Preise, sondern nur marktübliche Preise. Orientierungshilfen gibt es im Internet auf den Homepages der großen Affinerien (Scheideanstalten) oder größeren Goldhändler, die aber für keinen Ankäufer verbindlich sind. Die Höhe des Ankaufspreises obliegt dem Goldankäufer. Auch Banken und Edelmetallhändler bilden Preise für Barren oder Münzen ohne gesetzliche Vorgaben.
Goldankäufer im Internet publizieren oftmals sehr hohe Ankaufspreise, die aber, liest man die Allgemeinen Geschäftsbedingungen, nicht verbindlich oder garantiert sind. Auch hier gilt: Alles weitab der Norm ist möglicherweise ein Hinweis auf Unseriosität.
Vor allem reisende Goldankäufer, die mit Postwurfsendungen werben, bezahlen mit teilweise über 80 % Abschlag vom Börsenpreis weit unter Wert und sind von Verbraucherschützern und Medien besonders negativ beurteilt worden.
In Österreich gilt zum Schutz des Kunden ein unterer, gesetzlich vorgeschriebener Mindestwert, der über der Hälfte des marktüblichen Wertes liegen muss („Verkürzung über die Hälfte“ = Laesio enormis). In Deutschland gibt es diesen Mindestwert nicht.
Sicherer ist die Abwicklung bei Scheideanstalten per Werttransportabholung oder persönliche Anlieferung. Letztendlich endet alles Altgold zum Einschmelzen und Recycling bei einer Scheideanstalt. Einige Scheideanstalten bieten auch für Privathaushalte den Ankauf von Edelmetallen an, welche so das Risiko und die oft nicht unerheblichen Wertabschläge der Gold-Ankauf-Shops umgehen können. Nachteil bei dem Verkauf an Scheideanstalten ist, dass im Gegensatz zu Juwelieren oder Pfandhäusern wiederverkäuflicher Schmuck oder wertvolle Steine weder erkannt noch vergütet werden.

## Möglichkeiten zum Goldverkaufen

### Lokale Goldankäufer, Juweliere oder Scheideanstalten
Gold verkaufen kann man bei den unzähligen Goldhändlern, bei Juwelieren und Goldschmieden oder direkt bei Scheideanstalten, wenn diese den Privatankauf anbieten. Die Preisgestaltung kann von Stelle zu Stelle variieren, man kann keine generellen Aussagen nur nach Zuordnung des Ankäufers treffen. Manchmal kann man bei einem Juwelier oder Goldschmied für ein schönes Stück oder beim Antiquitätenhändler für ein altes Stück viel mehr erzielen als nur den Goldwert.

### Pfandleihe oder Auktionshäuser
Will man ein Stück nicht verkaufen, kann man es in einem Pfandleihhaus beleihen. In der Regel wird das Stück zu 70 bis 80 Prozent des aktuellen Goldwertes beliehen.
Dies zahlt sich jedoch nicht aus bei Münzen ohne numismatischen Wert oder Bruchgold oder Schmuck, den man nicht wieder auslösen will.
Für schöne Stücke kann man in Pfandhäusern aber bei Verkauf mehr als den Goldwert erzielen.
In Auktionshäusern hat man über Umwege die Möglichkeit, besondere Stücke direkt an andere Konsumenten zu verkaufen. Hierbei bestimmt der Schätzmeister den Ausrufungspreis; um welchen Preis dann aber verkauft wird, ist das Risiko des Verkäufers. Von dem Kaufpreis werden dann noch Auktionsgebühren abgezogen.

### Goldankauf per Post
Viele Goldankaufstellen bieten neben dem Ankauf vor Ort die Möglichkeit, Gold und goldhaltige Gegenstände per Post zu verkaufen. Dazu wird das Gold in einen neutralen Umschlag oder ein spezielles Paket gelegt, das kostenlos beim jeweiligen Goldankauf bestellt werden kann. Meist werden neutrale Zieladressen angegeben, um jeden Hinweis auf den wertvollen Inhalt des Briefs zu vermeiden. Zudem soll der Verkäufer keine Begriffe wie „Gold“, „Goldankauf“, „Wertgegenstand“, „Edelmetall“ oder Ähnliches verwenden. Dem Brief muss ein gesetzlich vorgeschriebenes „Edelmetallbegleitschreiben“ beigelegt werden. Dieses wird in der Regel als PDF-Dokument auf der Internetseite zum Download bereitgestellt.
In der Regel bieten diese Anbieter dem Kunden die Möglichkeit, sich auf deren Website vorab einen voraussichtlichen Kaufpreis selbst zu errechnen. Diese Form des Goldankaufs ist allerdings in den letzten Jahren immer wieder durch sehr niedrige Ankaufspreise bei unabhängigen Tests diverser Printmedien wie auch bei TV-Reportagen, aber auch Verbraucherschutzorganisationen negativ aufgefallen.

#### Kritik am Goldankauf per Post
Die meisten Goldankaufstellen, die Goldankauf per Post anbieten, weisen darauf hin, dass der Versand von goldhaltigen Gegenständen völlig gefahrlos ist, wenn sich der Verkäufer an die o. g. Regeln hält. Aber auch wenn diese Regeln eingehalten werden, ist das noch lange keine Garantie für seriöse Angebote und guten Service. Unter der Überschrift Es ist nicht alles Gold, was glänzt wird von der Berliner Tageszeitung Berliner Kurier Ende April 2010 dringend davor gewarnt, Edelmetalle mit der Post zu versenden. Bei Tests wurden goldhaltige Gegenstände zunächst von einem Berliner Obermeister der Goldschmiedeinnung geschätzt. Dann wurden diese goldhaltigen Gegenstände an den jeweiligen Goldankauf geschickt. Obgleich alle Anbieter von Goldankauf per Post versprechen, dass das Geld sehr schnell überwiesen wird, ließen die Angebote auf sich warten, die dann auch noch erheblich unter den Schätzwerten der Goldschmiedeinnung lagen. Als die Testerin dem Goldverkauf widersprach, dauerte es mehrere Wochen, bis die angebotenen goldhaltigen Gegenstände zurückgeschickt waren. Ein Vertreter der Berliner Verbraucherzentrale wies zudem darauf hin, dass die Beweispflicht des Goldversands beim Sendungsverlust beim Versender liegt. In den Allgemeinen Geschäftsbedingungen (AGB) der Unternehmen, die Goldankauf per Post betreiben, wird dementsprechend darauf hingewiesen, dass die Zusendung auf Kosten und Risiko des Kunden erfolgt.

#### Edelmetallbegleitschreiben
Das Edelmetallbegleitschreiben ist ein vom Gesetzgeber vorgeschriebenes Begleitschreiben, das folgende Angaben enthalten muss:
- Firma und Name des Absenders
- Adresse des Absenders
- Telefonnummer, E-Mail-Adresse und Faxnummer des Absenders
- Angaben zur Sendung
- Bankverbindung
- Eidesstattliche Versicherung und Besitzbescheinigung
- Eigenhändige Unterschrift, Datumsangabe und Ortsangabe

## Gesetze und Bestimmungen zum Goldankauf in Deutschland
Der Goldankauf ist in Deutschland durch zahlreiche Gesetze, Verordnungen und Bestimmungen geregelt. Diese gelten für die Eröffnung und den Betrieb einer Goldankaufstelle. Laut Gewerbeordnung ist Goldankauf kein genehmigungspflichtiges, aber ein überwachungsbedürftiges Gewerbe.
In Österreich ist der Goldankauf für jedermann mit einem Handelsgewerbe gesetzlich erlaubt. Da das Handelsgewerbe ein sog. freies Gewerbe darstellt, ist kein Befähigungsnachweis für den Händler erforderlich.

### Kein genehmigungspflichtiges Gewerbe
Wer den Ankauf von Edelmetallen und edelmetallhaltigen Legierungen sowie Waren aus Edelmetall oder edelmetallhaltigen Legierungen betreiben möchte, muss dieses Gewerbe bei der zuständigen Behörde anmelden. Der Goldankauf ist aber kein genehmigungspflichtiges Gewerbe. Das heißt, dass der Gewerbetreibende der Behörde lediglich anzeigt, dass er dieses Gewerbe betreibt bzw. betreiben möchte. Goldankauf ist allerdings ein überwachungsbedürftiges Gewerbe.

### Überwachungsbedürftiges Gewerbe – § 38 GewO
Der An- und Verkauf von Edelmetallen, edelmetallhaltigen Legierungen sowie Waren aus Edelmetall oder edelmetallhaltigen Legierungen gehören zu den überwachungsbedürftigen Gewerben. Das bedeutet, dass die zuständige Behörde nach dem Eingang der Gewerbeanmeldung oder der Gewerbeummeldung die Zuverlässigkeit des Gewerbetreibenden überprüfen muss. Dazu muss der Gewerbetreibende ein Führungszeugnis und eine Auskunft aus dem Gewerbezentralregister beantragen und vorlegen.

### Verbotener Erwerb von Edelmetallen – § 147a GewO
Es ist unter anderem verboten, Edelmetalle, edelmetallhaltige Legierungen sowie Waren aus Edelmetall oder edelmetallhaltigen Legierungen gewerbsmäßig von Minderjährigen zu erwerben. Wer dies vorsätzlich oder fahrlässig tut, kann für diese Ordnungswidrigkeit mit einer Geldbuße von bis zu 5.000 Euro bestraft werden.

### Fahrlässige Hehlerei von Edelmetallen – § 148b GewO
Wer fahrlässig mit gestohlenen Edelmetallen, edelmetallhaltigen Legierungen oder Waren aus Edelmetall handelt, sie schmilzt, probiert oder scheidet, der kann wegen Hehlerei zu einer Freiheitsstrafe von bis zu einem Jahr oder mit einer Geldstrafe bestraft werden.

### Verbot des Goldankaufs im Reisegewerbe – § 56 GewO
Der Ankauf (und Verkauf) von Edelmetallen, edelmetallhaltigen Legierungen und Waren mit Edelmetallauflagen ist im Reisegewerbe verboten. Erlaubt ist lediglich der Verkauf von Silberschmuck und Waren mit Silberauflagen bis zu einem Verkaufspreis von 40 Euro.

### Kaufvertrag
Um nicht mit § 147a und § 148b der Gewerbeordnung in Konflikt zu geraten, schließen die meisten Goldankaufstellen einen Kaufvertrag mit dem Verkäufer. In diesem Vertrag werden folgende Eckdaten vertraglich vereinbart:
- Name und vollständige Adresse von An- und Verkäufer
- Genaue Bezeichnung der verkauften Gegenstände
- Ankaufspreis
- Eidesstattliche Versicherung und Besitzbescheinigung: In dieser Versicherung erklärt der Verkäufer an Eides statt, dass das zum Ankauf angebotene Material uneingeschränktes Eigentum ist, nicht aus einer strafbaren Handlung stammt und weder verpfändet noch übereignet ist. Außerdem erklärt der Anbieter seine Volljährigkeit und volle Geschäftsfähigkeit

### Ausweispflicht
Nach § 147a GewO ist es verboten, von Minderjährigen gewerbsmäßig u. a. Edelmetalle (Gold, Silber, Platin und Platinbeimetalle), edelmetallhaltige Legierungen sowie Waren aus Edelmetall oder edelmetallhaltigen Legierungen oder Edelsteine zu erwerben. Daraus ergibt sich eine Ausweispflicht, die in fast allen Bundesländern umgesetzt wird. Hierbei spielt z. B. in Bayern der Wert der angekauften Edelmetalle eine Rolle, obwohl der § 147a GewO hierzu keine Ausnahmen oder Wertgrenzen vorsieht.

## Aktuelle Entwicklungen
Die Wirtschaftskrise und rasant steigende Goldpreise sorgen seit 2011 für einen Boom beim Goldankauf. Auch Juweliere und Pfandleihhäuser berichten von einer sprunghaften Zunahme von Verkäufen. Viele Menschen trennen sich von Goldschmuck, Zahngold usw., um von den hohen Goldpreisen zu profitieren. Gleichzeitig ist eine Zunahme von Werbung für Goldankauf-Unternehmen festzustellen. Auffällig ist dabei, dass die Branche neuerdings besonders viel Fernsehwerbung macht. Parallel zu diesem Boom warnen Verbraucherschutzverbände, Berufsverbände, Medien und Goldankäufer vor schwarzen Schafen beim Goldankauf. Hauptvorwurf hierbei ist, dass diese zu wenig Geld fürs Gold bezahlen und auch dass mangels Ausbildung oder auch mit Vorsatz der Goldgehalt falsch ermittelt wird. Aus den Tests geht auch hervor, dass zwischen hohen Werbeausgaben und niedrigen Ankaufspreisen eine direkte Korrelation gibt (viel Werbung-niedriger Preis) – eine logische Feststellung, die unweigerlich aus den branchenüblichen, sehr niedrigen Handelsspannen bei Edelmetallen resultieren muss.
Mittlerweile sind die Mengen an Gold, die durch Recycling in den Markt zurückgeführt werden, laut World Gold Council weltweit um etwa 30 %, national teilweise um 60 % zurückgegangen. Damit einher erfolgte auch eine Schrumpfung der Branche. Als Ursachen werden der gefallene Goldpreis und die überdurchschnittlich hohen Verkäufe der Vorjahre vermutet.